# Paspardo
Paspardo (lombardul: Paspàrt) település Olaszországban, Lombardia régióban, Brescia megyében. Lakosainak száma 579 fő (2023. január 1.). Paspardo Capo di Ponte, Cimbergo és Cedegolo községekkel határos.

## Népesség
A település lakossága az elmúlt években az alábbi módon változott:
| Lakosok száma | 617  | 600  | 579  |
|               | 2017 | 2018 | 2023 |